# Химка, Джон-Пол
Джон-Пол Химка (укр. Іван-Павло Химка, англ. John-Paul Himka; р. 18 мая 1949, Детройт) — канадский историк и переводчик украинско-итальянского происхождения; профессор-эмерит Альбертского университета, специалист по истории Украины XIX и XX веков.

## Биография
Родился в США в семье украинского эмигранта и итальянки. Рано потерял мать и воспитывался своей бабкой из Львова. В молодости мечтал стать греко-католическим священником и с этой целью даже поступил в духовную семинарию в Стэмфорде. Но через пять лет учёбы, под влиянием атмосферы 1960-х гг., бросил её и поступил в Мичиганский университет (византийский язык, история Балкан). Его наставником стал Роман Шпорлюк. Помимо учёбы Джон-Пол Химка принимал активное участие в антивоенных демонстрациях, протестах против расовой дискриминации и капитализма; был на фестивале в Вудстоке. Степень бакалавра получил в 1971 году.
В 1974—1976 гг. путешествовал по Центральной и Восточной Европе. Год жил в Кракове, полгода в Ленинграде, бывал также в Киеве и Львове. Познакомившись с марксистской мыслью, Джон-Пол Химка заинтересовался историей украинского социалистического движения XIX века. В 1977 году получил степень доктора философии по истории. В том же году переехал из США в Канаду и стал преподавателем в Альбертском университете. Там познакомился и плодотворно работал с Иваном Лысяком-Рудницким.
Активно участвовал в жизни канадской украинской диаспоры, сотрудничал в журнале «Діялог», которой контрабандой проникал в СССР. В 1980-х гг., под влиянием польского исследователя Януша Радзейовского, обратился к вопросу о преследовании евреев украинскими националистами и участии последних в Холокосте. Результаты исторических изысканий заставили Джона-Пола Химку изменить своё отношение к ОУН и УПА на критическое; учёный не раз высказывал несогласие с исторической политикой Виктора Ющенко.
Помимо этого, Джон-Пол Химка пропагандировал творчество видного западноукраинского марксиста Романа Роздольского как в англоговорящем мире, так и на современной Украине: перевёл на английский язык ряд его работ, статей, в том числе «К национальному вопросу. Фридрих Энгельс и проблема „неисторических“ народов», «Узники и смертники двух лагерей: воспоминания об Освенциме и Биркенау».
Лауреат премии Фонда Емельяна и Татьяны Антоновичей за 1988 год за исследование «Крестьяне Галиции и украинское национальное движение в XIX веке».